# Gródek (rejon łucki)
Gródek (ukr. Городок, Horodok) – wieś położona na Ukrainie, w rejonie łuckim, w obwodzie wołyńskim. Ok. 200 mieszkańców (2001).

## Postacie związane z Gródkiem
- Józef Ignacy Kraszewski (1812–1887) – polski pisarz i publicysta, w 1840 roku zakupił Gródek i zamieszkał w tej miejscowości do roku 1848, kiedy sprzedał wieś[1].